# Dalia Teišerskytė
Dalia Teišerskytė (* 27. November 1944 in Leonava, Rajongemeinde Raseiniai; † 27. November 2023 in Kaunas) war eine litauische Journalistin und Politikerin (Naujoji demokratija - Moterų partija, Lietuvos liberalų sąjunga und LRLS).

## Leben
Dalia Teišerskytė lernte ab 1950 an der Mittelschule in Kretinga, bis ihre Familie 1953, während der zweiten Besetzung Litauens durch die Sowjetunion, nach Sibirien deportiert wurde. Von 1953 bis 1959 lernte sie in der Waldwirtschaftsschule Meschdugranka (Oblast Irkutsk). Von 1959 bis 1962 war sie Waldarbeiterin. Von 1968 bis 1974 absolvierte sie ein Studium der Journalistik an der Vilniaus universitetas. Von 1967 bis 1989 arbeitete sie in Druckereien und für Medien. Ab 2000 war sie Mitglied des Seimas. Vom Dezember 2002 bis März 2003 war sie Mitglied im Stadtrat Kaunas.